# ريوسوكي تامورا
ريوسوكي تامورا (باليابانية: 田村 亮介) (8 مايو 1995 في نارا في اليابان – )؛ هو لاعب كرة قدم ياباني سابق كان يلعب كمهاجم.

## وصلات خارجية
- ريوسوكي تامورا على موقع رابطة كرة القدم اليابانية للمحترفين (اليابانية)
- ريوسوكي تامورا على موقع دوري كوريا الجنوبية (الإنجليزية)
- ريوسوكي تامورا على موقع قاعدة بيانات كرة القدم.إي يو (الإنجليزية)
- ريوسوكي تامورا على موقع Soccerway.com (الإنجليزية)
- ريوسوكي تامورا على موقع عالم كرة القدم.نت (الإنجليزية)